# Pilea minguetii
Pilea minguetii är en nässelväxtart som beskrevs av Ignatz Urban. Pilea minguetii ingår i släktet pileor, och familjen nässelväxter. Inga underarter finns listade i Catalogue of Life.